# ダニエレ・アッリゴーニ
ダニエレ・アッリゴーニ （Daniele Arrigoni、1959年8月28日-）はイタリアの元サッカー選手、サッカー指導者。

## 経歴
現役引退後は監督業に進む。パレルモではマウリツィオ・ザンパリーニ会長との折り合いが悪く、辞任。フロジノーネをセリエC1に昇格させるなどの実績をあげる。
カリアリでは昇格したばかりのチームを見事にセリエA残留に導いたが、サポーターやマッシモ・チェッリーノ会長との対立により解任。リヴォルノでも手腕を発揮して選手の信頼を得たが、短気で知られるアルド・スピネッリ会長と対立して解任される。
2007-2008シーズンに、セリエBで低迷していたボローニャの監督に就任し、1年でセリエA復帰に導いた。しかしながら、2008年11月に成績不振により解雇されている。
その後は下部リーグのチームを指揮していたが、2011年11月1日に自身の地元のクラブであるACチェゼーナの監督に、成績不振で解任されたマルコ・ジャンパオロの後任として就任。約3年ぶりに1部で指揮を執ることになった。しかし、成績は一向に上向かず2012年2月20日に退任となった。

## 選手歴
- ACチェゼーナ 1977-1984

→ ウディネーゼ・カルチョ 1979-1980 (期限付き移籍)
- アンコーナ・カルチョ 1984-1986
- サンマリノ・カルチョ 1986-1988
- カルチョ・フォルリ 1988-1989
- ACシエーナ 1989-1991
- ACモノーポリ 1991-1992
- USトリエスティーナ・カルチョ 1992-1993

## 指導者歴
- カステル・サン・ピエトロ 1994-1996, 1997-1998
- モンテヴァルキ 1998-1999
- ヴィス・ペーザロ 1999-2001
- FCメッシーナ 2001-2002
- USチッタ・ディ・パレルモ 2002-2003
- フロジノーネ・カルチョ 2003-2004
- カリアリ・カルチョ 2004-2005
- ASリヴォルノ・カルチョ 2006-2007
- ボローニャFC 2007-2008.11
- USトリエスティーナ・カルチョ 2010
- USサッスオーロ・カルチョ 2010.6-10
- ACチェゼーナ 2011-2012